# BLドラマの主演になりました
『BLドラマの主演になりました』（ビーエルドラマのしゅえんになりました）は、すずり街による漫画作品。「pixivコミック」内のウェブコミック配信サイト『comic POOL』にて、2022年1月24日より2024年4月26日まで連載された。
2023年11月、阿部顕嵐と阿久津仁愛のダブル主演でテレビドラマ化が決定された。同年12月24日にTELASAで「クランクアップ編」が配信開始、2024年1月2日（1日深夜）にテレビ朝日で「クランクイン編」が放送された。

## あらすじ
人気BL漫画「恋する俺とおさななじみ」の実写ドラマ制作が決まり、元売れっ子子役のパッとしない俳優である青柳萌とネクストブレイク俳優第1位の赤藤優一郎がダブル主演を務めることになった。その上で、青柳と赤藤はドラマの役作りとPRも兼ねての同棲生活も始めることになる。

## 登場人物
青柳 萌（あおやなぎ はじめ）
15年以上前のオレンジジュースのCMでブレイクした元売れっ子子役、今はパッとしない地味系の実力派俳優。
赤藤 優一郎（あかふじ ゆういちろう）
人気No.1イケメン俳優。クールな印象でありつつ、元売れっ子子役の青柳萌に素っ気ない態度を取るが、実は青柳のことを愛しすぎている。

## 書誌情報
- すずり街『BLドラマの主演になりました』 一迅社、全4巻
  1. 2022年1月28日発売[1][5]、ISBN 978-4-7580-1742-8
  2. 2022年10月7日発売[6]、ISBN 978-4-7580-1782-4
  3. 2023年8月2日発売[7]、ISBN 978-4-7580-1829-6
  4. 2024年5月31日発売[8]、ISBN 978-4-7580-1899-9

## テレビドラマ
「クランクアップ編」が2023年12月24日よりTELASAで配信中、「クランクイン編」が2024年1月2日（1日深夜）にテレビ朝日にて放送された。
続編「続・BLドラマの主演になりました」が2025年6月13日よりTELASAで配信中。
主演は阿部顕嵐と阿久津仁愛。

### キャスト

#### 主要人物
赤藤優一郎〈23〉
演 - 阿部顕嵐
人気イケメン俳優。
青柳萌〈25〉
演 - 阿久津仁愛
元売れっ子の子役で実力はあるものの、今はパッとしない地味系俳優。

#### 周辺人物
黒宮遼河（くろみや りょうが）
演 - 岩谷翔吾（THE RAMPAGE）
人気男性アイドルグループ「EAST6」のメンバー。赤藤とは以前からの知り合い。
紫宏臣（ゆかり ひろおみ）
演 - 小越勇輝
赤藤のマネージャー。
黄島譲二（きじま じょうじ）
演 - 渡部秀
青柳のマネージャー。
天道菜々美（てんどう ななみ）
演 - 小西桜子
青柳と共演する先輩女優。
弥生（やよい）
演 - 入山法子
プロデューサー。赤藤と青柳をキャスティングした張本人。
睦月（むつき）
演 - 金井美樹（続編）
アシスタントプロデューサー。
灰原龍之介（はいばら りゅうのすけ）
演 - 古屋呂敏（続編）
人気先輩俳優、青柳は子役時代からお世話になっている。
山吹若葉（やまぶき わかば）
演 - 押田岳（続編）
新進気鋭の映画監督。赤藤主演の新テレビシリーズの監督。

### スタッフ
- 原作 - すずり街『BLドラマの主演になりました』（一迅社）[4]
- 脚本 - 遠山絵梨香[4]
- 音楽 - 小田切大
- 主題歌 - DEEP「Darlin'」（ソニー・ミュージックレーベルズ）
  - ルイ「枕にキスした」（Office Augusta）（続編）
- 監督 - 熊坂出[4]
- プロデューサー - 藤崎絵三（テレビ朝日）[4]、瀬島翔（スタジオブルー）[4]
- 制作協力 - スタジオブルー
- 制作著作 - テレビ朝日

### 配信 / 放送日程
| 各話  | 放送日         | サブタイトル                 |
| ----- | -------------- | ---------------------------- |
| 第1話 | 2023年12月24日 | キス練してもいいですか?      |
| 第2話 | 2024年01月01日 | 僕が見てます                 |
| 第3話 | 2024年01月01日 | どうしようもないくらい、好き |

| 各話  | 放送日         | サブタイトル               |
| ----- | -------------- | -------------------------- |
| 第1話 | 2025年06月13日 | キスの先                   |
| 第2話 | 2025年06月20日 | 円周率の向こう側           |
| 第3話 | 2025年06月27日 | 萌ちゃん争奪ウルトラクイズ |